# Tranmere Rovers F.C.
 Tranmere Rovers Football Club  – angielski klub piłkarski, założony w 1884 w Birkenhead, grający w League Two.

## Obecny skład
Stan na 31 stycznia 2023
| Nr | Poz. | Piłkarz                 |
| -- | ---- | ----------------------- |
| 2  | OB   | Josh Dacres-Cogley      |
| 3  | OB   | Ethan Bristow           |
| 4  | PO   | Lee O'Connor            |
| 5  | OB   | Tom Davies              |
| 6  | PO   | Chris Merrie            |
| 7  | PO   | Kieron Morris           |
| 10 | NA   | Kane Hemmings (kapitan) |
| 11 | PO   | Josh Hawkes             |
| 12 | NA   | Charlie Jolley          |
| 13 | BR   | Joe Murphy              |
| 14 | OB   | Jordan Turnbull         |
| 16 | PO   | Jon Nolan               |
| 18 | PO   | Kyle Jameson            |

| Nr | Poz. | Piłkarz                                           |
| -- | ---- | ------------------------------------------------- |
| 19 | NA   | Logan Chalmers                                    |
| 20 | PO   | Brad Walker                                       |
| 21 | OB   | Luke Robinson (Wypożyczony z Wigan Athletic)      |
| 22 | PO   | Paul Lewis                                        |
| 23 | BR   | Mateusz Hewelt                                    |
| 24 | PO   | Regan Hendry (Wypożyczony z Forest Green Rovers)  |
| 25 | NA   | Joel Mumbongo                                     |
| 26 | NA   | Harvey Saunders                                   |
| 27 | NA   | Jake Burton                                       |
| 29 | PO   | Max Fisher                                        |
| 30 | PO   | Arthur Lomax                                      |
| 32 | NA   | Samuel Taylor                                     |
|    | NA   | Jay Turner-Cooke (Wypożyczony z Newcastle United) |

### Piłkarze na wypożyczeniu
| Nr | Poz. | Piłkarz                               |
| -- | ---- | ------------------------------------- |
| 8  | PO   | Reece McAlear (w Ayr United)          |
| 15 | OB   | Ben Hockenhull (w Warrington Rylands) |
| 17 | PO   | Rhys Hughes (w Chester)               |
| 28 | PO   | Ryan Stratulis (w Connah’s Quay)      |
| 31 | PO   | Jack Williams (w Nantwich Town)       |